# Kreuzbergkapelle (Wessobrunn)

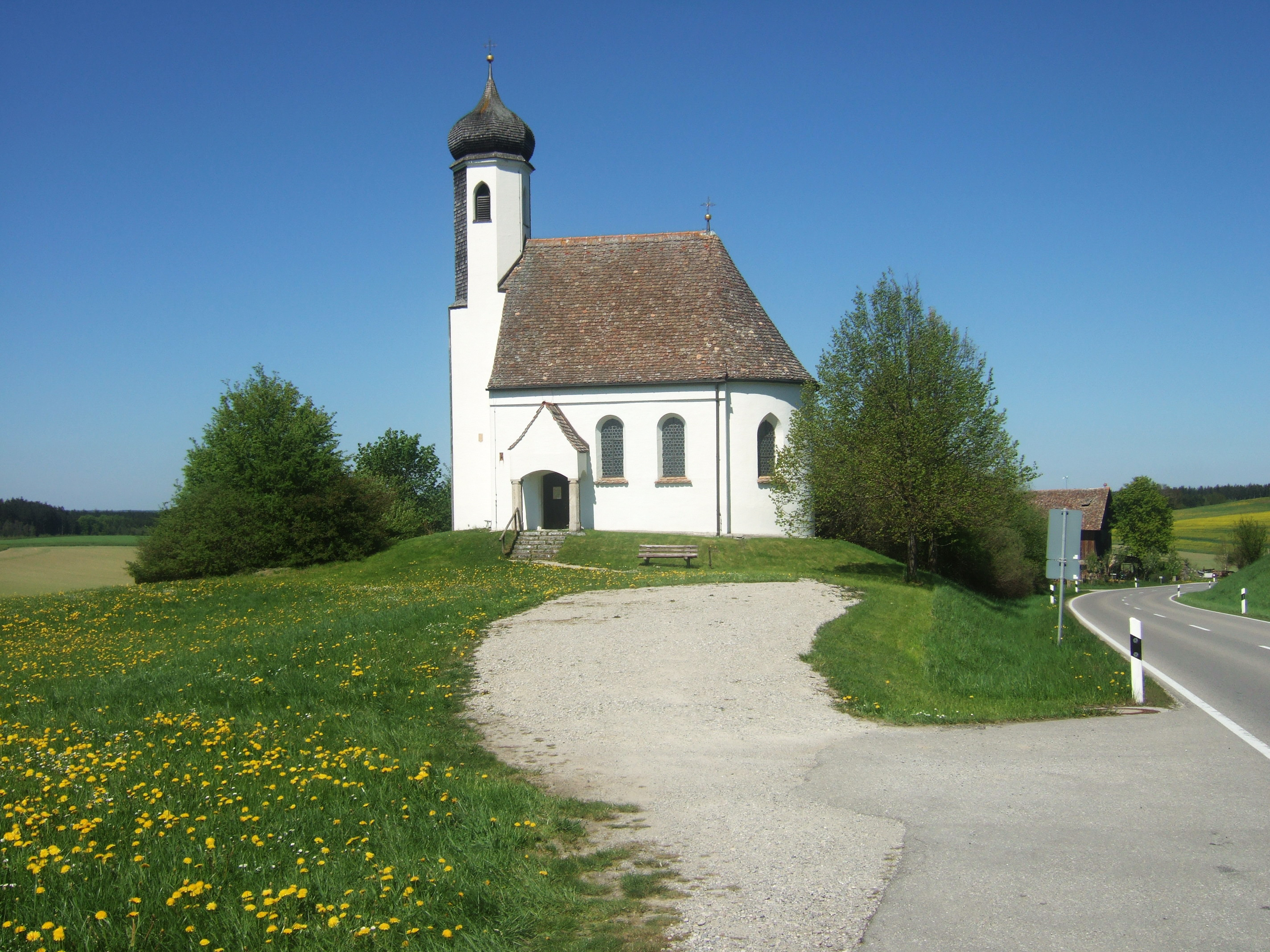
Kreuzbergkapelle

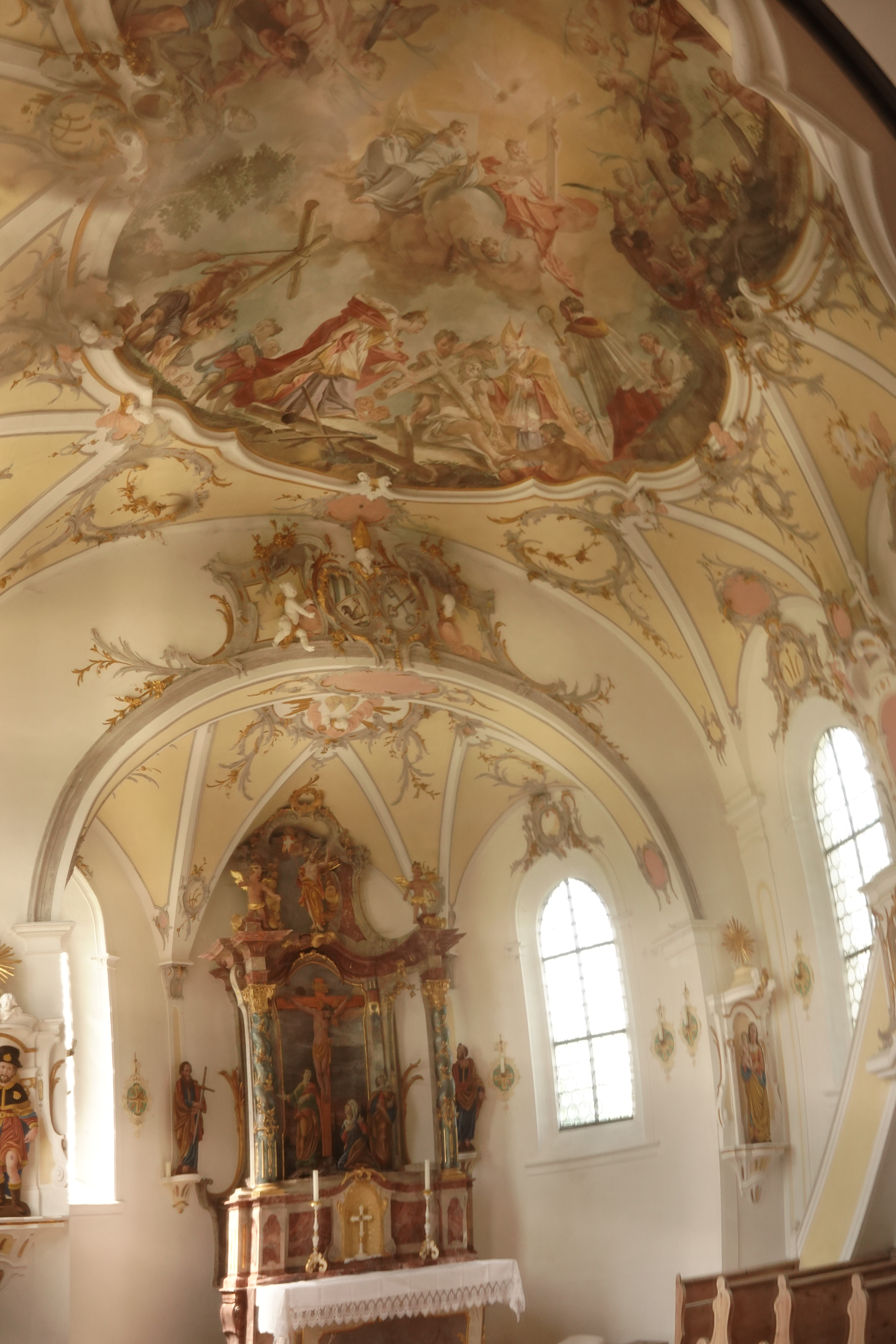
Innenansicht

Die römisch-katholische Kreuzbergkapelle steht an der Straße nach Landsberg in der Einöde Kreuzberg, einem Gemeindeteil von Wessobrunn im oberbayerischen Landkreis Weilheim-Schongau. Das Bauwerk ist in der Liste der Baudenkmäler in Wessobrunn als Baudenkmal unter der Nr. D-1-90-158-33 eingetragen. Es gehört zur Pfarrei Wessobrunn in der Pfarreiengemeinschaft Lechrain im Dekanat Landsberg des Bistums Augsburg.

## Beschreibung
Im Jahr 955 ermordeten einfallende Ungarn sieben Mönche des nahegelegenen Benediktinerklosters Wessobrunn, darunter den Abt. In der Kreuzbergkapelle befindet sich der sogenannte Hunnenstein, an dem die Ordensmänner hingerichtet worden sein sollen. Ein Deckengemälde in der Kapelle erinnert an das Martyrium.
Die Kapelle wurde als steinerne Saalkirche anstelle einer älteren Holzkirche unter Abt Benedikt Schwarz III. des Klosters Wessobrunn 1595 im Gedenken an die ermordeten Mönche gebaut. Eine Steinplatte an der Ostseite des Turmes erinnert an die Erbauung im Jahr 1595. 1771 wurde die Kapelle umgestaltet. Sie besteht aus dem Langhaus mit eingezogener Apsis im Norden und dem Fassadenturm auf quadratischem Grundriss im Süden. Das achteckige Obergeschoss des Turms enthält den Glockenstuhl und ist mit einer Zwiebelhaube gekrönt. Ein Vorbau an der Ostwand des Langhauses führt zum Portal.
Der Innenraum des Langhauses ist mit einem Stichkappengewölbe überspannt, der der Apsis mit einer Apsiskalotte. Den Stuck hat Tassilo Zöpf eingebracht, die Fresken von 1771/72 stammen von Matthäus Günther. Das Deckenfresko stellt das Martyrium der sieben Benediktinermönche dar und zeigt die heilige Kaiserin Helena bei der Kreuzauffindung.